# مگان گاردلر
مگان گاردلر (انگلیسی: Meghan Gardler؛ زادهٔ ۱۱ آوریل ۱۹۸۸) بازیکن بسکتبال اهل ایالات متحده آمریکا است.